# Transept
Transeptul este spațiul unei biserici care unește aula (sau navele) de prezbiteriu. Transeptul este un element arhitectural specific bisericilor catolice și constituie, în plan orizontal, brațul transversal al crucii creștine.

## Galerie imagini

Părțile principale ale bisericilor catolice
Nava centrală
Nave laterale
Aulă (sală)
Transept
Prezbiteriu
Deambulatoriu
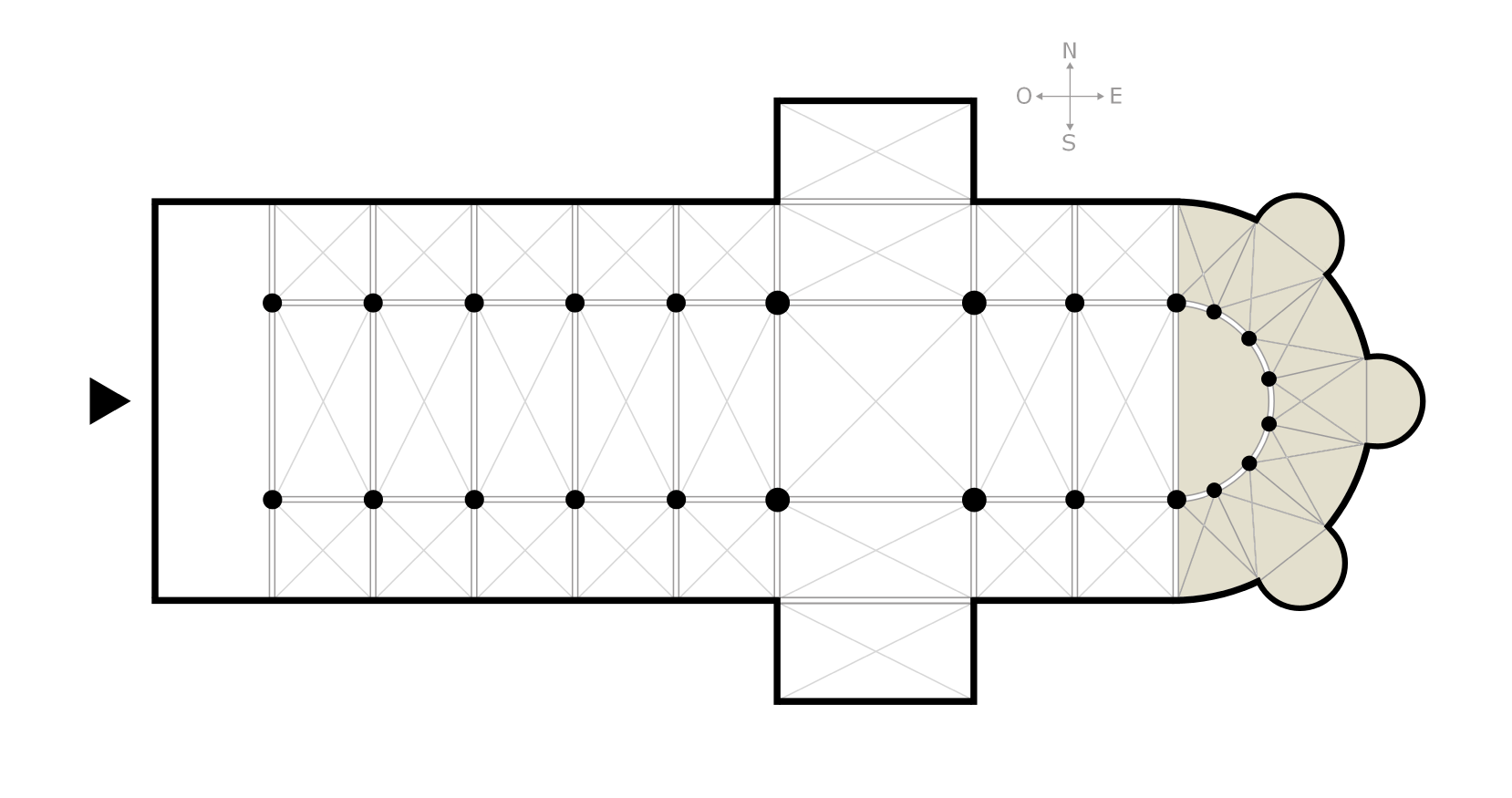
Absidă